# Poul Jensen (fodboldspiller, født 1899)
 For alternative betydninger, se Poul Jensen. (Se også artikler, som begynder med Poul Jensen)
Poul "Pølse" Andreas Joachim Jensen, 25. november 1899 i København-12. oktober 1991 på Amager) var en dansk prokurist og landsholdspiller i fodbold som vandt tre DM-titler med B.93, hvor han spillede 222 kampe og scorede 26 mål i perioden 1917-1932.
Poul Jensen spillede 30 A-landskampe i perioden 1921-1931. Han debuterede i Idrætsparken mod Norge en kamp som Danmark vandt 3-1. Han var fast mand på landsholdet de næste ti år. I 1928 blev han efter klubkammeraten Fritz Tarp landsholdets anfører. I flere år dannede han sammen med Harry Bendixen fra AB) og Valdemar Laursen fra KB landsholdets forsvarskæde. Samarbejdet resultere også i at de udgav bogen "Tre på Landsholdet".
Poul Jensen vandt DM med B.93 i 1927, 1929 og 1930. Han vandt der udover KBU-turneringen fire gange og KBU-pokalturneringen seks gange. Han var medlem af B.93s bestyrelse i perioden 1930-1936, hvor efter han blev 1. holdets træner  1937-1940. Herudover var i mange år ungdomstræner i B.93.